# Instytut Celtycki
Instytut Celtycki Bretanii (fr. Institut celtique de Bretagne, br. Framm Keltiek Breizh) – naukowa jednostka badawcza kultury celtyckiej Bretanii podczas II wojny światowej.
Instytut powstał 20 października 1941 r. w Rennes pod patronatem niemieckim. Jednym z głównych inicjatorów był Roparz Hemon, który został jego dyrektorem. Ze strony niemieckiej współtwórcą był lingwista i zwolennik ideologii panceltyckiej prof. Leo Weisgerber, zaś nadzór sprawował dr Werner Best, szef Sipo-SD w okupowanej części Francji. Utworzenie Instytutu było jednym z elementów ustępstw Niemców na rzecz popierających ich bretońskich nacjonalistów. Członkami jego władz zostali m.in. Arzel Even, Yann Fouéré, Florian Le Roy, Bernard Roy, Gustave-Georges Toudouze, zaś działali w nim François Debauvais, Roger Hervé, René-Yves Creston, Jean Trécan, Morvan Marchal, Jean Poupinot, Youenn Drezen, Jean Merrien, François Eliès, Gwilherm Berthou, Yann Bricler, Adolphe Piriou, Raymond Tassel, Georges Arnoux, Louis Aubert, Jef Le Penven, André Vallé, Jean Langlet. Instytut prowadził badania naukowe nad kulturą celtycką Bretonii (szczególnie językiem bretońskim) i dążył do jej odrodzenia. Odgrywał jednak również rolę polityczną w walce nacjonalistów bretońskich o stworzenie niezawisłego państwa. Jego działalność zakończyła się w II poł. 1944 r., z chwilą wyzwolenia Bretanii przez wojska alianckie.